# Søre Øyane
Søre Øyane är en tätort i Bjørnafjordens kommun i Vestland fylke i västra Norge. Orten ligger vid änden av fylkesväg 5150, sydväst om kommunens centralort Osøyro, på norra sidan av Bjørnafjorden.